# Traugott Wilhelm Gustav Benedict
Traugott Wilhelm Gustav Benedict (ur. 9 lipca 1785 r. w Torgau, zm. 11 maja 1862 r.) – niemiecki lekarz chirurg.

## Życiorys
Urodził się w Torgau 9 lipca 1785 r. Studiował medycynę w Lipsku od 1802 r. i w 1805 r. uzyskał stopień bakałarza, a w 1809 r. został pełnoprawnym lekarzem. Praktyki odbywał w saksońskim Chemnitz. W 1812 r. otrzymał powołanie do pracy w nowo zorganizowanym Uniwersytecie we Wrocławiu. Oprócz funkcji profesora zwyczajnego chirurgii, pełnił funkcję dyrektora Uniwersyteckiej Kliniki Okulistyki od 1815 do 1856 r., ośmiokrotnie sprawował funkcję dziekana Wydziału Lekarskiego, a w latach 1842–1843 był rektorem Uniwersytetu. W 1859 r. został doctorem honoris causa Wydziału Medycznego Uniwersytetu Wrocławskiego. Zmarł 11 maja 1862 r. we Wrocławiu.
Najważniejsze prace:
- Versuch einer Geschichte der Schifffahrt und des Handels der Alten, 1806 r.[1],
- Ideen zur Begründung einer rationellen Heilmethode der Hundswuth[1],
- Über die Krankheiten des Glaskörpers[1],
- Handbuch der praktischen Augenheilkunde (pięciotomowy)[1].